# Dáma a jednorožec

Dáma a jednorožec, Čich

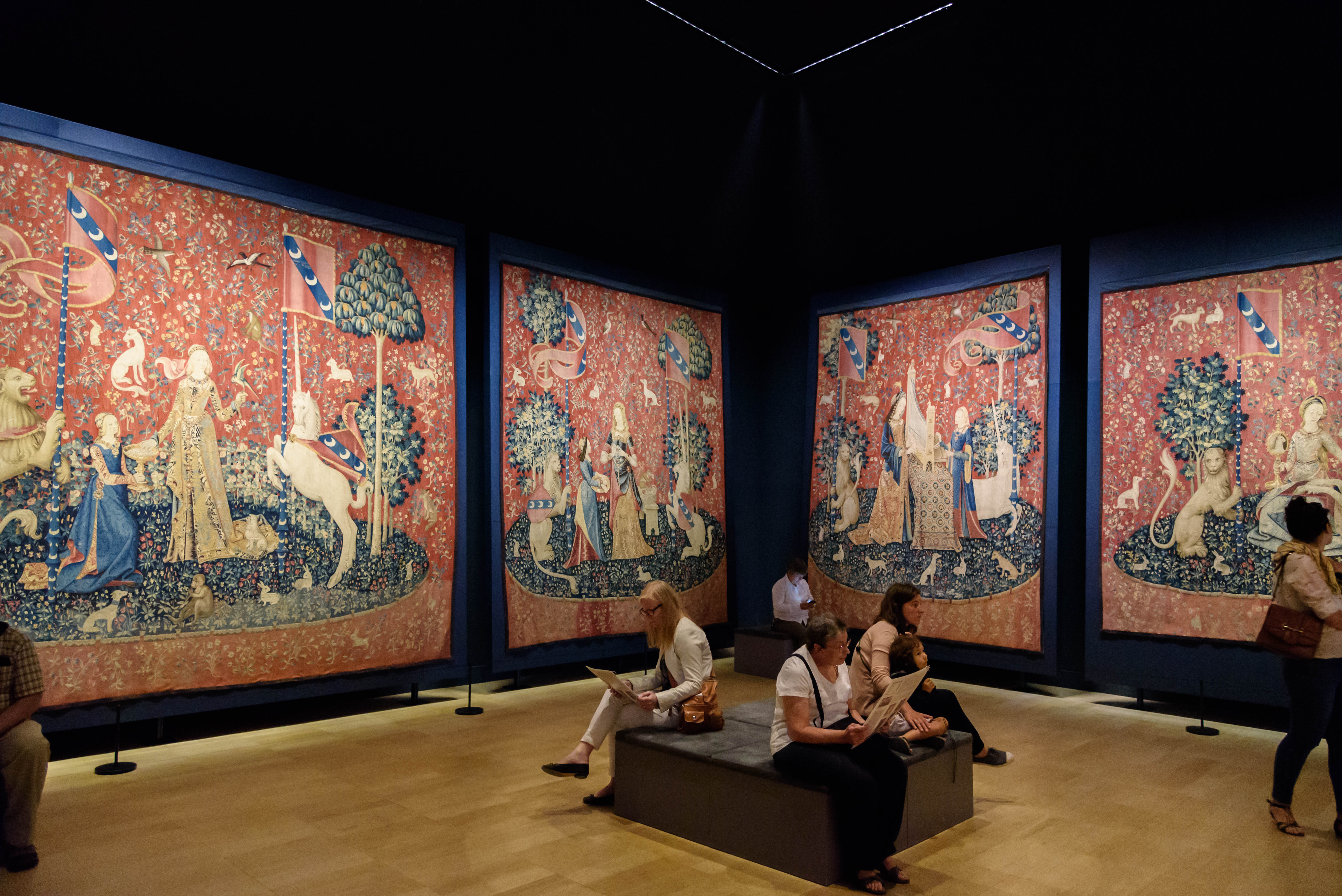
Výstavní sál s tapisériemi v roce 2015

Dáma a jednorožec (francouzsky La Dame à la licorne, též Dáma s jednorožcem) je série šesti tapisérií. Utkány byly ve Flandrech podle pařížských nákresů na přelomu 15. a 16. století. Tapisérie jsou vystaveny v pařížském Národním muzeu středověku, jež je též jejich majitelem. Série je řazena mezi nejvýznamnější díla středověké Evropy.
Na každé tapisérii je vyobrazena dáma se lvem nalevo a jednorožcem napravo. Pět z nich je vykládáno jako pět smyslů, o významu šesté, rozměrnější a s nápisem „À Mon Seul Désir“, se vedou spory. Podobně není jasné, kdo byl objednavatelem děl, zda Jean Le Viste, dvořan Karla VII., či jeho příbuzný Antoine II. Le Viste, dvořan Karla VIII., Ludvíka XII. a Františka I.

## Galerie

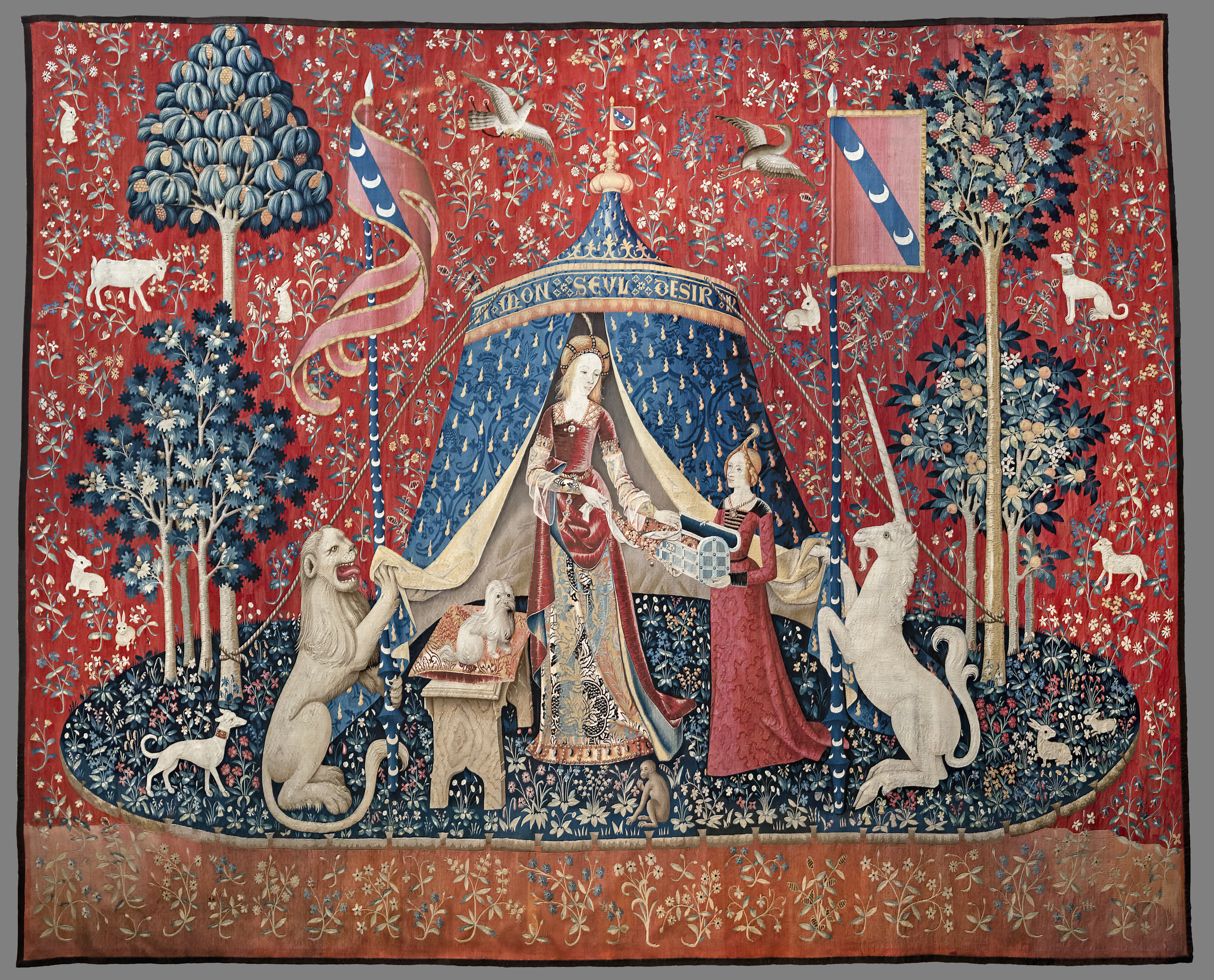
„À Mon Seul Désir“ (3,80 × 4,64 m)
Čich (3,67 × 3,22 m)
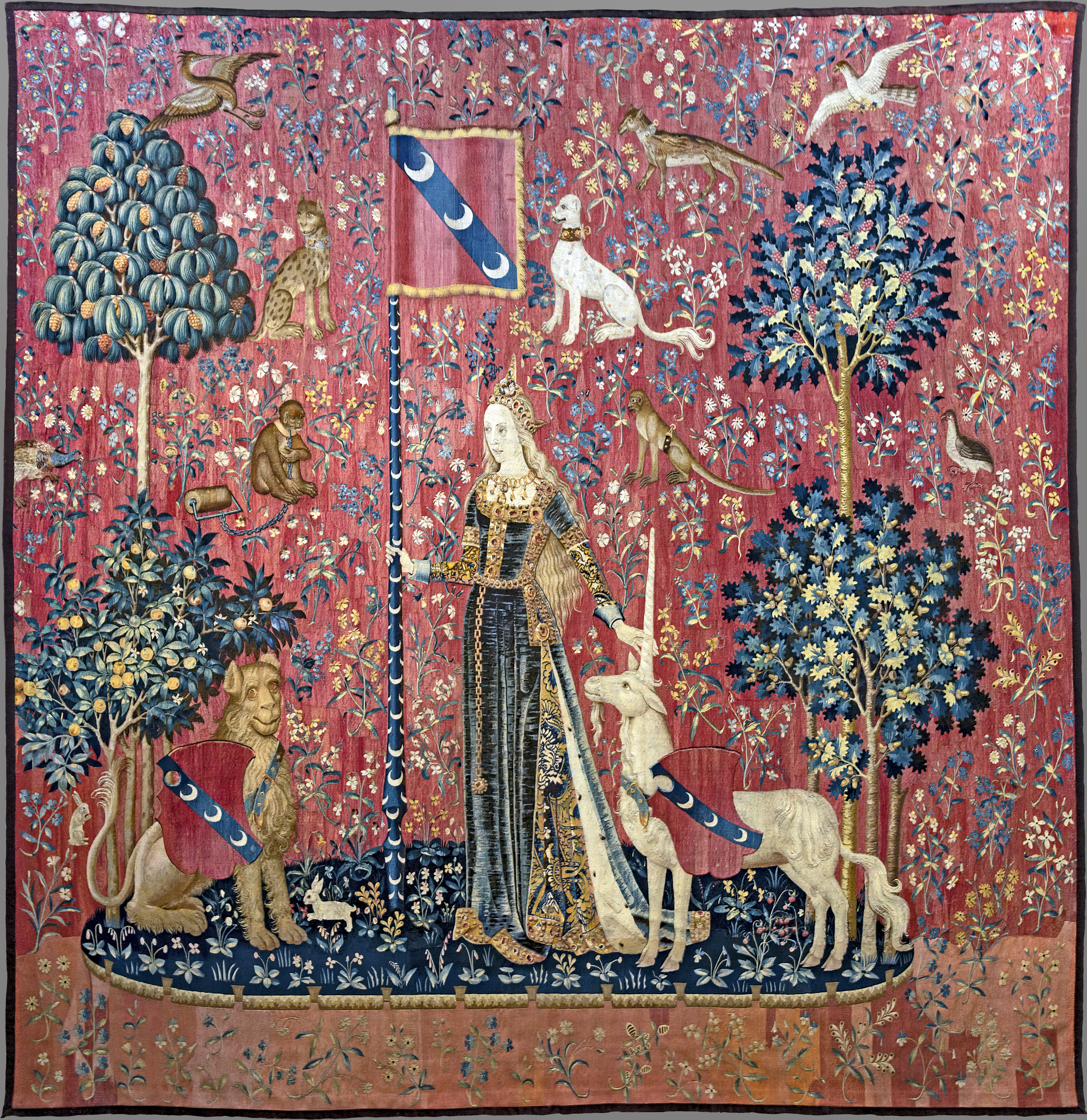
Hmat (3,15 × 3,58 m)
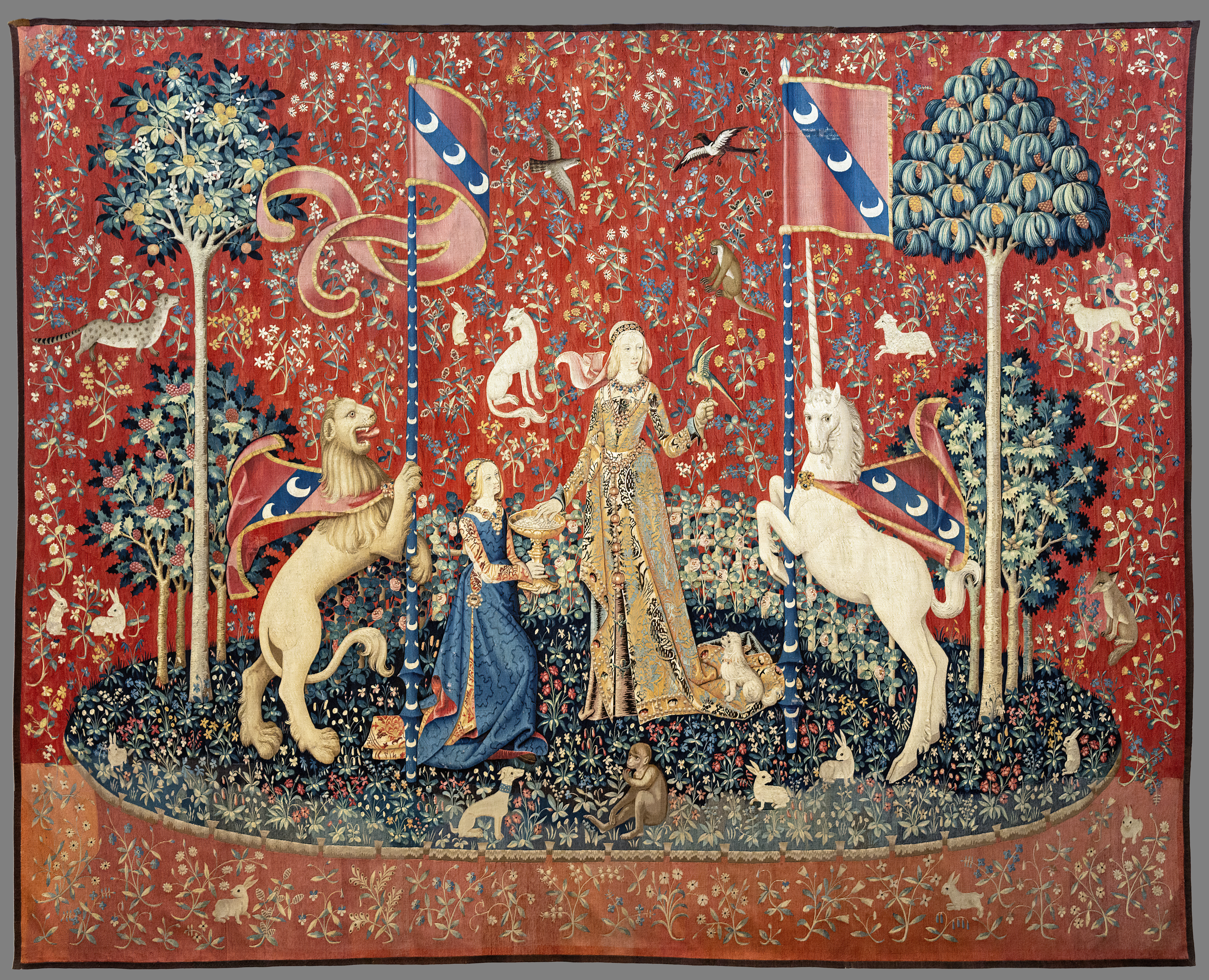
Chuť (3,75 × 4,60 m)
Sluch (3,70 × 2,90 m)
Zrak (3,10 × 3,30 m)